# José Penso de la Vega
Joseph Penso de la Vega Passariño, también llamado Joseph de la Vega (Espejo, Provincia de Córdoba, España, 1650 - Ámsterdam, 13 de noviembre de 1692), fue un comerciante y escritor judío hispano-holandés (en castellano y hebreo) del Siglo de Oro.

## Biografía
José (Penso) de la Vega nació muy posiblemente en Espejo (Córdoba), aunque algunos piensan que en realidad fue en Ámsterdam. Pertenecía a una familia de conversos establecida en Andalucía. Poseía los apellidos Penso, de la Vega, Passariño, Félix y Pinto, con los que le gustaba hacer juegos de palabras, aunque sus obras castellanas las firma siempre con Josseph de la Vega, y solamente en su primera obra juvenil, escrita en hebreo, firmó José Penso. El hispanista Harm den Boer ha contribuido a que se conozcan muchos datos sobre Penso de la Vega.
Su familia, criptojudaizante, marchó a Holanda siendo él muy niño; su padre, Isaac Penso Félix, había sido encarcelado por la Inquisición en España y, tras un año de prisión, había logrado huir a Amberes y retomar su fe mosaica. Su hijo estudió con Isaac Aboab y con Mosés Raphael de Aguilar, sobresaliendo por su talento poético, influido por Lope de Vega y Pedro Calderón de la Barca, aunque, según José Amador de los Ríos, su estilo es muy personal y su originalidad muy grande. A los diecisiete años compuso una pieza dramática en hebreo, Los prisioneros de la esperanza (Asiré ha-Tikwah), publicada en 1673, una obra de intención didáctica que narra el triunfo de la voluntad sobre las pasiones, tema muy frecuente en su obra. El argumento es la historia de un rey que quiere gobernar justamente pero se ve tentado por Satanás, una mujer y sus propias pasiones, que logra domeñar triunfalmente. Fue un excelente conocedor de los autores españoles e italianos de su tiempo.
Residió en Liorna (Italia), con veintiséis años, en 1676, participó en la Academia de los Sitibundos, en Ámsterdam (donde fue secretario de la Academia de los Floridos fundada por Manuel de Belmonte en 1685) y Hamburgo. Imprimió la mayoría de sus libros en Ámsterdam, en la imprenta clandestina de David de Castro Tartaz, para burlar la censura que habían impuesto los rabinos sefarditas. Falleció en Ámsterdam el 13 de noviembre de 1692.
En Ámsterdam, se dedicó al comercio y a las finanzas, con su padre Isaac. Allí escribió el primer tratado del mundo sobre la Bolsa de valores, que en realidad es una sátira: Confusión de confusiones: diálogos curiosos entre un philosopho agudo, un mercader discreto, y un accionista erudito, describiendo el negocio de las acciones, su origen, su ethimologia, su realidad, su juego, y su enredo (Ámsterdam, 1688, hay también ediciones modernas). El libro está compuesto por una serie de diálogos que, como en su prólogo expone, compuso, además de por mero placer, también para describir las operaciones más corrientes que se acostumbraban a hacer en los negocios, bolsa y banca. Todavía es en nuestros días una notable descripción, no exenta de ironía, en forma y contenido, de los tratos con valores y acciones. Penso escribió también diversos discursos para las academias en que particìpó, novela cortesana (Rumbos peligrosos por donde navega con título de novelas la zozobrante nave de la temeridad..., Amberes, 1683, que contiene tres narraciones de este género: Fineza de la amistad y triunfo de la inocencia; Retratos de la confusión y confusión de los retratos y Luchas de ingenio y desafíos de amor), así como bastantes discursos y más de doscientas cartas. Como escritor, tuvo afición barroca al conceptismo, las comparaciones raras, los períodos complicados y los juegos de palabras.
Participó en varias academias literarias de judaizantes, como la Academia de los Sitibundos y su sucesora Academia de los Floridos, que los judaizantes fundaron a imitación de las madrileñas, imitación a su vez de las italianas. El año mismo en que se inauguró la Academia de los Floridos recogió doce discursos que allí había pronunciado y los publicó en Amberes en 1685 con el título de Discursos Académicos, Morales, Rethoricos y Sagrados, Que recitó en la florida Academia de los floridos Don Josseph de la Vega. Y con obsequioso rendimiento dedica, offrece, y consagra la mérito, agrado y curiosidad Del muy Ilustre Señor Ioseph Nuñez Marchena (Amberes, 1585).
Desde el año 2000 la Federación Europea de Bolsas (FESE) otorga anualmente el Premio de la Vega , llamado así en honor al economista, al autor de un trabajo de investigación destacado sobre mercados financieros.

## Obras
- Asiré ha-Tikwat (Los prisioneros de la esperanza), 1673, drama.
- Vida de Adán
- Oración fúnebre en las exequias de su madre D. Esther Penso
- Oración fúnebre en las exequias de su padre D. Yshac Penso Feliz y La Rosa
- Discurso académico moral. Hecho en la Insigne Academia de los Sitibundos (Ámsterdam, 1683; dedicado a Isaac Senior Texeira en Hamburgo).
- Triunfos del águila y eclipses de la luna (ib. 1683).
- La Rosa, Panegírico Sacro en encomio a la divina Ley de Mosséh, Hecho en la Insigne Academia de los Sitibundos (ib. 1683).
- Rumbos peligrosos por donde navega con título de novelas la zozobrante nave de la temeridad temiendo los peligrosos escollos de la Censura (Amberes, 1683).
- Discursos académicos, morales, retóricos, y sagrados. Recitados en la Florida Academia de los Floridos (ib. 1685).
- Con el nombre de Yácomo de Córdoba, Alientos de la verdad en los clarines de la Fama (1687)
- Confusión de confusiones: diálogos curiosos entre un philosopho agudo, un mercader discreto, y un accionista erudito, describiendo el negocio de las acciones, su origen, su ethimologia, su realidad, su juego, y su enredo (Ámsterdam, 1688; hay ediciones modernas: Madrid, Sociedad de Estudios y Publicaciones, 1958; Valencia: Saetabis, 1977; Macanaz; Valladolid, Maxtor, 2009.
- Retrato de la Prudencia, y simulacro del Valor, al Augusto Monarca Guilielmo Tercero, Rey de la Gran Bretaña (ib. 1690).
- Ideas possibles de que se compone un curioso ramillete de fragantes flores cultivadas y cogidas por Joseph Penso de la Vega (1692)